# آيت بوامحمد (تيكيرت)
آيت بوامحمد هو دُوَّار يقع بجماعة آيت زينب، إقليم ورززات، جهة درعة تافيلالت في المملكة المغربية. ينتمي الدوّار لمشيخة تيكيرت التي تضم 7 دواوير. يقدر عدد سكانه بـ 532 نسمة حسب الإحصاء الرسمي للسكان والسكنى لسنة 2004.

## وصلات خارجية
- البوابة الوطنية للجماعات الترابية
- المندوبية السامية للتخطيط